# Az-Zawiya (Salfit)
Az-Zawiya, en arabe : كفر الديك, est une ville du gouvernorat de Salfit en Palestine. Elle est située à l'ouest de Salfit et au sud de Qalqilya au nord de la Cisjordanie.
Selon le recensement du bureau central palestinien des statistiques, la localité compte une population de 6 033 habitants en 2017.